# Joshua Johnson
Pour les articles homonymes, voir Johnson.

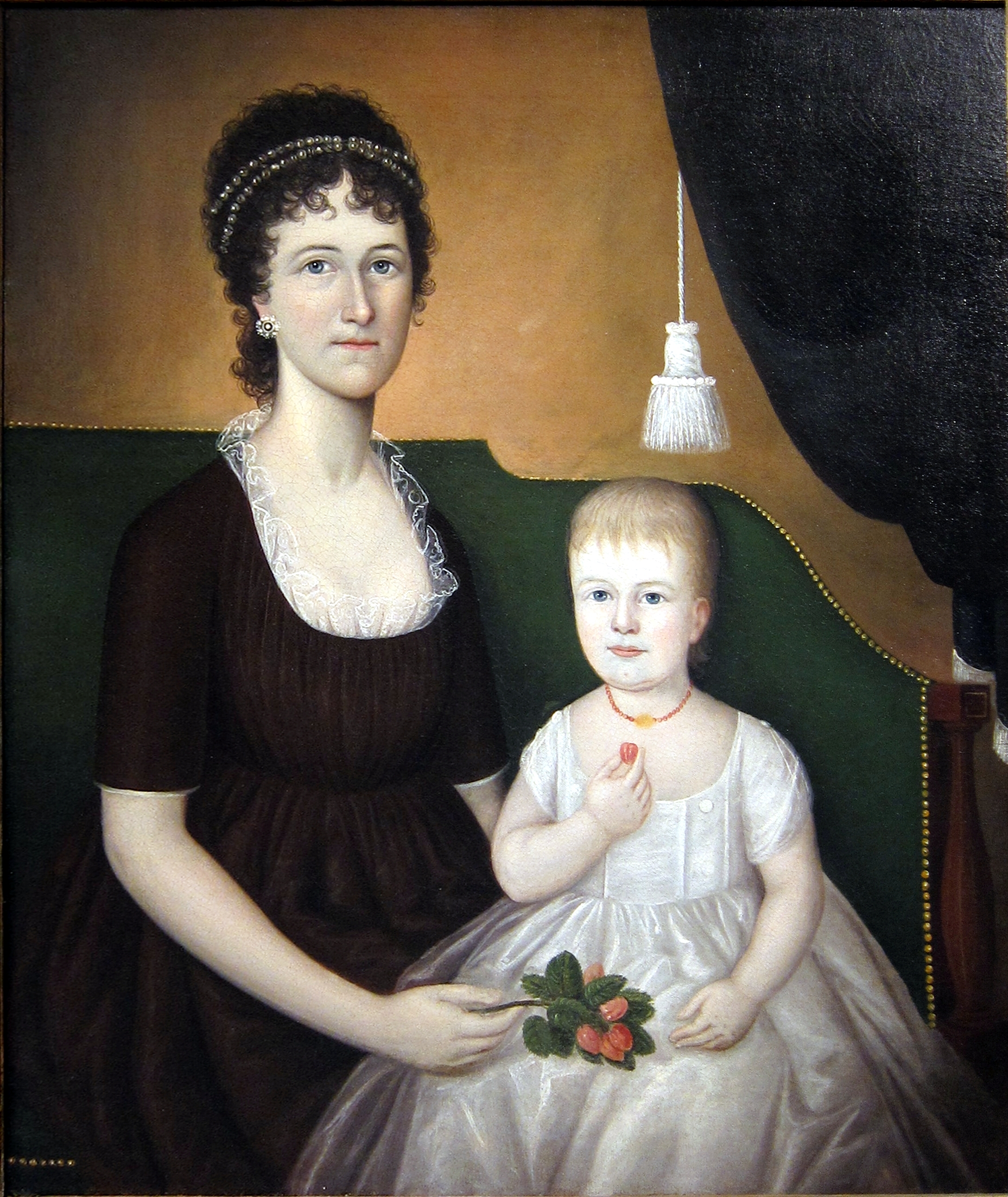
Mrs. Andrew Bedford Bankson and Son, Gunning Bedford Bankson, 1803-1805, Art Institute of Chicago

Joshua Johnson, né vers 1763 à Baltimore (Maryland) et mort entre 1824 et 1832 dans la même ville est un peintre américain. Actif dans le Maryland, dans la région de Baltimore, il est considéré comme le premier artiste peintre professionnel afro-américain des États-Unis.

## Biographie
Le premier peintre afro-américain est Joshua Johnson parfois connu sous le nom de de Joshua Johnston qui est né vers 1763 à Baltimore (Maryland) et mort en 1832 dans la même ville. De lui on connaît peu de choses, il était le fils illégitime d'un Blanc, George Johnson, et d'une esclave afro-américaine inconnue. En 1764, il est acheté par son père à William Wheeler, supposé être le maître de sa mère. En 1782, son père, après lui avoir enseigné le métier de forgeron, le reconnaît et l'affranchit. On sait pas d'où et comment Joshua Johnson a appris la peinture, la première fois où il lui ait fait référence en tant que peintre c'est dans un article du Baltimore Intelligencer en date du 17 décembre 1798. Par la datation de ses tableaux, on suppose qu'il a commencé à peindre des tableaux au plus tôt en 1785 et au plus tard en 1790. Ses portraits montrent une maîtrise de la peinture et même préludent à des styles modernes, pendant longtemps il fut méconnu à cause du racisme. Il est découvert en 1939 par J. Hall Pleasants (en), le secrétaire du Maryland Center for History and Culture (en), neuf ans plus tard le Peale Museum fait une exposition où 25 tableaux de Joshua Johnson sont exhibés pour la première fois, depuis les experts ont établi un catalogue de plus de 80 tableaux attribuables à Joshua Johnson. La difficulté tient au fait qu'aucun des portraits de Johnson n'est daté et seul un portait est signé. La datation s'est faite en fonction de l'âge des modèles qui représentent des notables de Baltimore connus, et l'attribution à partir de son style unique à l'époque. Tous les modèles des portraits de Joshua Johnson sont des Blancs à l'exception de deux Afro-Américains non identifiés,,,,.